# Mensaje mágico
Mensaje mágico, también conocido como Mensaje mágico-Reflejos del hombre, es el primer y único Sencillo del dúo argentino de rock progresivo Pastoral. Fue editado y lanzado en  1977, pocos meses después del lanzamiento del álbum anterior, Atrapados en el cielo. Mensaje mágico fue la última obra musical de los músicos publicada bajo el sello discográfico CABAL. En 1978  firmarían contrato con Sazam Records. El EP, solo incluye dos canciones: «Mensaje mágico» con una lírica poética y optimista, y la instrumental «Reflejos del hombre». La valoración actual de la revista NME habla de «Mensaje mágico» como «una canción que estremece con su música y significado...». El sencillo «Mensaje mágico» integró la banda de sonido de una publicidad de vaqueros, lo que significó gran exposición en los medios masivos de comunicación.

## Lista de canciones
Todas las canciones escritas y compuestas por Alejandro de Michele y Miguel Ángel Erausquin. 
| Lista de canciones |                                      |          |  |
| N.º                | Título                               | Duración |  |
| 1.                 | «Mensaje Mágico»                     | 3:44     |  |
| 2.                 | «Reflejos del hombre (instrumental)» | 8:02     |  |

## Créditos y personal

### Músicos
- Alejandro de Michele (guitarra,voz y coros)
- Miguel Ángel Erausquin (guitarra, voz y coros)

| - Hugo Villarreal (bajo eléctrico) - Enrique "Zurdo" Roizner (batería) - Manolo Yanes (teclado) | - Jorge Álvarez (productor) - Jorge Da Silva (técnico de grabación) - Pastoral (Ecualización) - CABAL (sello discográfico) |